# Hochmittelalter

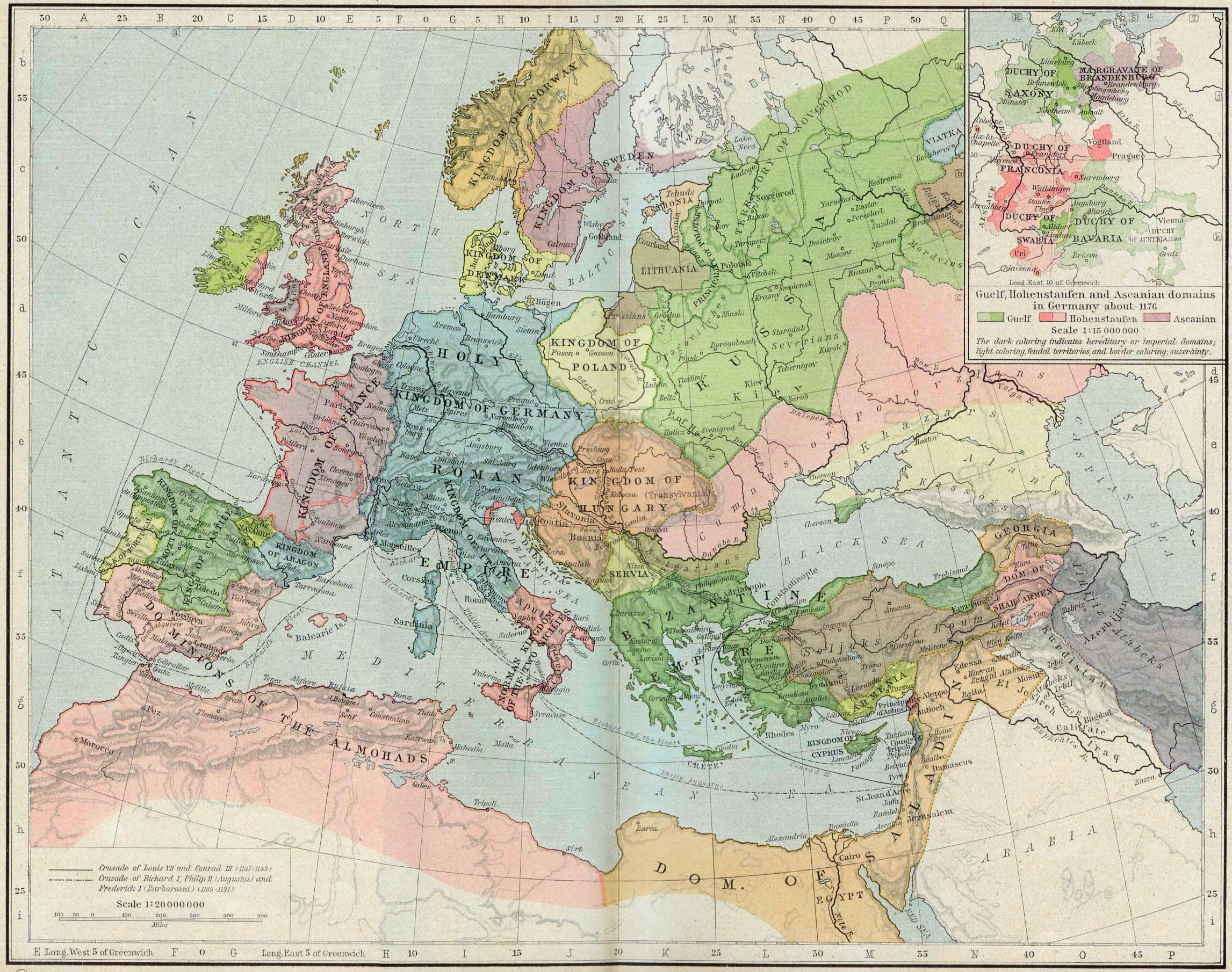
Europa im Jahr 1190

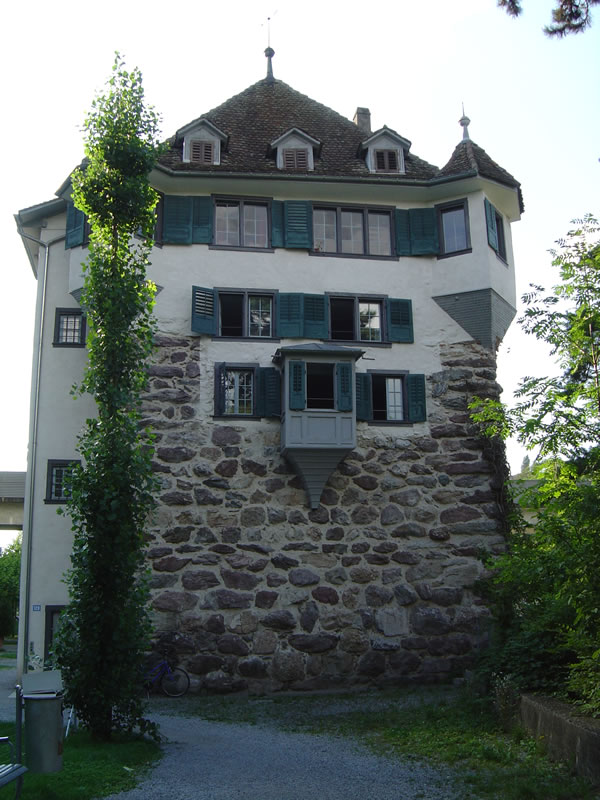
Der Hardturm am Letzigraben in Zürich ist ein Gebäude aus dem Hochmittelalter.

Als Hochmittelalter oder hohes Mittelalter wird in der Mediävistik die von der Mitte des 11. Jahrhunderts bis zur Mitte des 13. Jahrhunderts dauernde Epoche im Mittelalter bezeichnet (zirka 1050 bis 1250). Im wissenschaftlichen Sinne wird der Begriff primär auf das christlich-lateinische Europa bezogen (vor allem West- und Mitteleuropa). Auf den benachbarten byzantinischen bzw. den islamischen Bereich und die außereuropäische Geschichte trifft der Begriff nicht oder nur sehr begrenzt zu, wenngleich der byzantinische und der islamische Kulturraum in der historischen Forschung für diesen Zeitraum ebenfalls eigens betrachtet werden.
Dem Hochmittelalter voran geht das Frühmittelalter. Die auf das Hochmittelalter folgende Epoche wird als das Spätmittelalter bezeichnet.
Während germanische und slawische Sprachen das Mittelalter wie eine Welle betrachten und mit den Adjektiven „früh“, „hoch“ und „spät“ einteilen, wählen romanische Sprachen ein Deszendenz- also Abstiegsmodell und teilen das Mittelalter in „hohes“, „klassisches“ (auch „volles“ oder „mittleres“) und „unteres“ ein. Daher kann in wortwörtlichen Übersetzungen oder bei Autoren romanischer Muttersprache „Hochmittelalter“ stehen, obwohl Frühmittelalter gemeint ist.

## Charakteristika
Die Abgrenzung des Hochmittelalters zum Frühmittelalter wird unterschiedlich vorgenommen. Als Anfangszeitraum ist in der Forschung die Mitte des 11. Jahrhunderts gängig, weil sich ab dieser Zeit ein umfassender Wandel im lateinischen Europa vollzog. Wirtschaftlich und kulturell kam es zu einer neuen Entfaltung. Dieser Wandel wurde durch ein bis in das 14. Jahrhundert anhaltendes Bevölkerungswachstum ausgelöst. Neue Gebiete mussten erschlossen, die Produktionsmethoden zur Erhöhung der Erträge verbessert werden. Dies förderte Handwerk und Handel (einschließlich neuer Handelsrouten) und damit wiederum die Geldwirtschaft. Es kam zur Ausbildung eines Bankensystems, vor allem in Oberitalien. Neue Märkte entstanden, die wiederum die Kassen der Städte füllten. Eine seit der Antike nicht gekannte soziale Mobilität entwickelte sich, sowohl geografisch als auch den sozialen Stand betreffend. Zu dem wirtschaftlichen Aufschwung kamen technische Fortschritte.
Die Christianisierung war in Nordeuropa und weiten Teilen Osteuropas weitgehend abgeschlossen. Die Kirche mit dem herausgebildeten Papsttum entwickelte nach innen eine klare Hierarchie, nach außen kämpfte sie mit den weltlichen Herrschern um die Vormacht. Diese Machtkämpfe wurden von vielen Zeitgenossen kritisiert. So entstanden in Deutschland kirchliche Reformbewegungen. Es kam in dieser Zeit allerdings auch zum Investiturstreit sowie in der Folgezeit wiederholt zu Konflikten zwischen römisch-deutschen Kaisern und dem Papsttum. Die Päpste strebten dabei durchaus die Verfügungsgewalt über die weltliche Herrschaft an, was aber nicht ohne Widerspruch blieb (Zwei-Schwerter-Theorie). Das Hochmittelalter war auch eine Blütezeit der geistlichen Orden, wie beispielsweise der Zisterzienser oder Prämonstratenser.
Es entstanden neue Dom- und Klosterschulen, vor allem wurden die ersten Universitäten gegründet. Dort wurden in erster Linie Theologie, Medizin (besonders in Frankreich) und Rechtswissenschaften (besonders in Italien und speziell in Bologna) gelehrt. Diese Bildungsrevolution wurde durch die Wiederentdeckung antiker Schriften ermöglicht, wie die des Aristoteles, die aus dem arabischen und byzantinischen Raum nach Westeuropa gelangten. Auch in Italien selbst wurden wichtige Funde gemacht, so die verschollen geglaubten Digesten in Form der Handschrift der Littera Florentina. Infolge dieses Prozesses bestimmte nun die Scholastik das wissenschaftliche Denken. Im juristischen Bereich lässt es sich an den Arbeiten der Glossatoren und Kommentatoren ablesen.
Lesen und Schreiben waren nicht mehr nur Fertigkeiten des Klerus, wenngleich es bereits im Frühmittelalter einige Laien gab, die über diese Kenntnisse verfügten. Auch einige Beamte (Ministeriale) und Adelige lernten es. Die Literatur bediente die neuen Leser, indem sie nicht nur geistliche und philosophische Themen verarbeitete. Es wurde nicht mehr nur in lateinischer, sondern auch in Landessprache geschrieben. Man malte neben geistlichen Themen nun auch Natur und Alltag. In der Architektur herrschte die Romanik vor. Die Menschen, denen dies finanziell möglich war, konnten sich relativ sicher und frei innerhalb weiter Teile des lateinischen Europas bewegen.
Ebenso begannen die Kreuzzüge in den Vorderen Orient, die später auch nach Spanien (gegen den islamischen Süden) und in den baltischen Raum zielten. Das Hochmittelalter war zudem die Blütezeit des Rittertums, das sich infolge eben jener Kreuzzüge neu definierte (siehe Ritterorden).
Im staatlichen Bereich fand eine Neuformierung statt. Das römisch-deutsche Reich verlor schließlich seine hegemoniale Stellung. Die Herrschaft der Salier wurde durch den Investiturstreit im späten 11. und frühen 12. Jahrhundert erschüttert. Den Staufern im 12./13. Jahrhundert gelang es nicht, den Verlust der Königsmacht im Reich zu verhindern, wobei durch die Italienpolitik auch starke Kräfte in Reichsitalien gebunden wurden. Währenddessen gewannen Frankreich und England zunehmend an politischem Einfluss. Das englische Haus Plantagenet verfügte zugleich über große Besitzungen in Frankreich, was wiederholt zu Kampfhandlungen mit den französischen Königen führte, die ihre Macht im 12./13. Jahrhundert konsolidierten. Byzanz verlor im 11. Jahrhundert fast ganz Kleinasien an die Seldschuken, gewann Teile davon im 12. Jahrhundert zurück, war aber seit dem fatalen 4. Kreuzzug nur noch eine Regionalmacht.

## Terminologie
Der französische Begriff Haut Moyen Âge bezeichnet das Frühmittelalter, beginnt also mit der Völkerwanderung. Dem deutschen Begriff Hochmittelalter entspricht im Französischen le Moyen Âge classique oder le Moyen Âge central. Dagegen bezeichnen Haute Renaissance und Hochrenaissance ein und dieselbe Periode. Die italienische Geschichtswissenschaft unterscheidet meist zwei Phasen: das Alto Medioevo (vor 1000) und das Basso Medioevo (nach 1000); weniger verbreitet ist die Einschaltung einer mittleren Phase, des Pieno Medioevo („volles“ Mittelalter), die dem deutschen Hochmittelalter entspricht. Dem dreiphasigen Modell entsprechen im Spanischen die Bezeichnungen Alta Edad Media, Plena Edad Media und Baja Edad Media. Das im Englischen verbreitete Phasenmodell entspricht dem im Deutschen üblichen: Early Middle Ages – High Middle Ages – Late Middle Ages.